# Panagia Stazousa

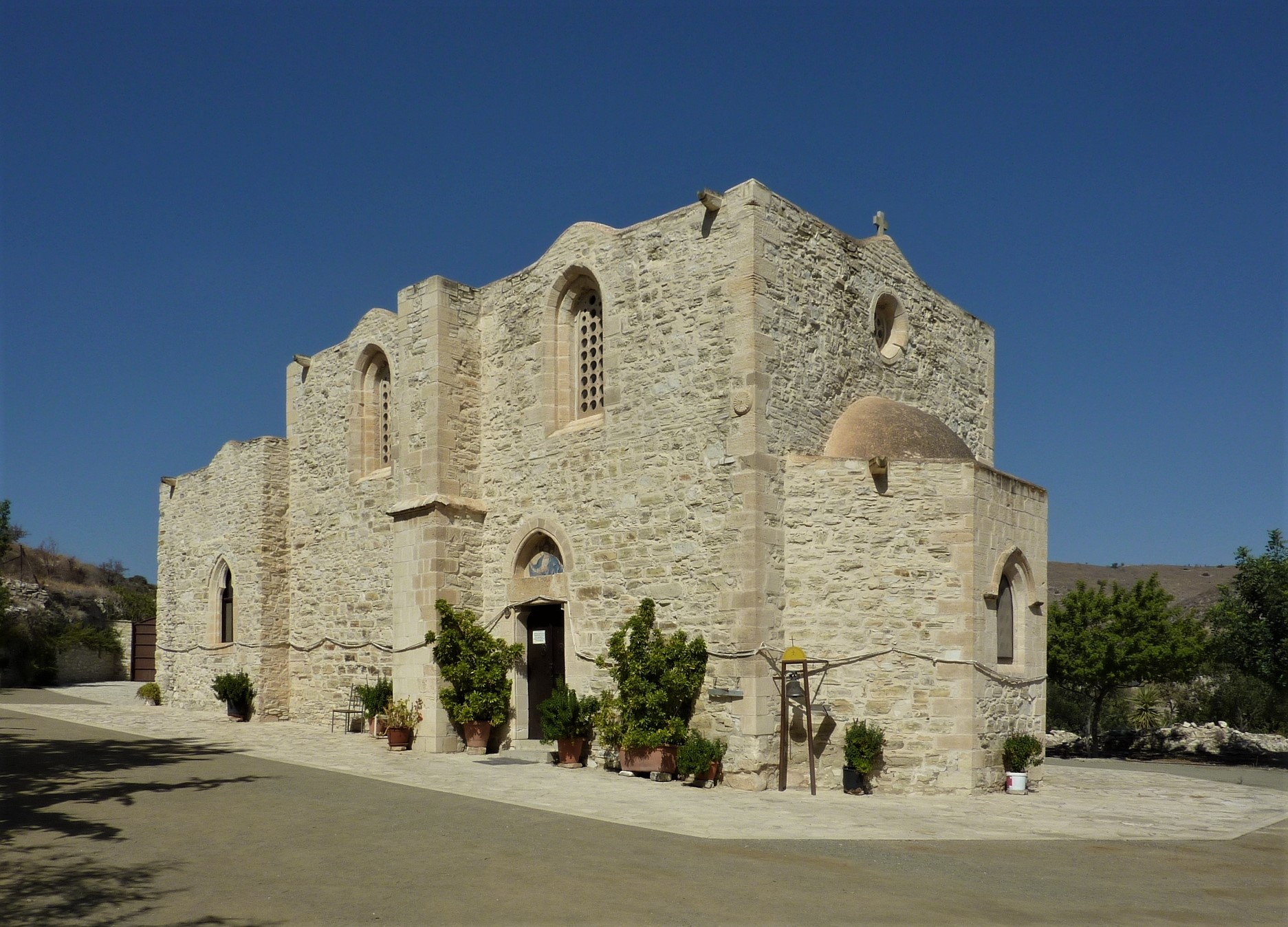
Panagia Stazousa

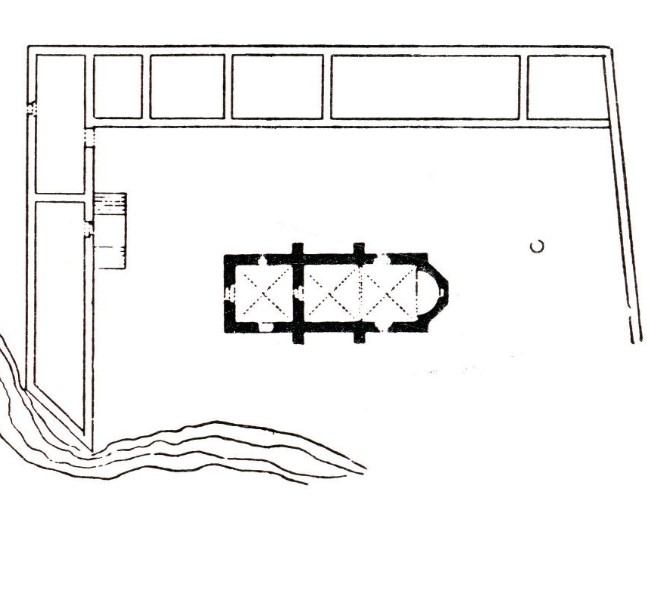
Grundriss der Klosteranlage, Camille Enlart 1899

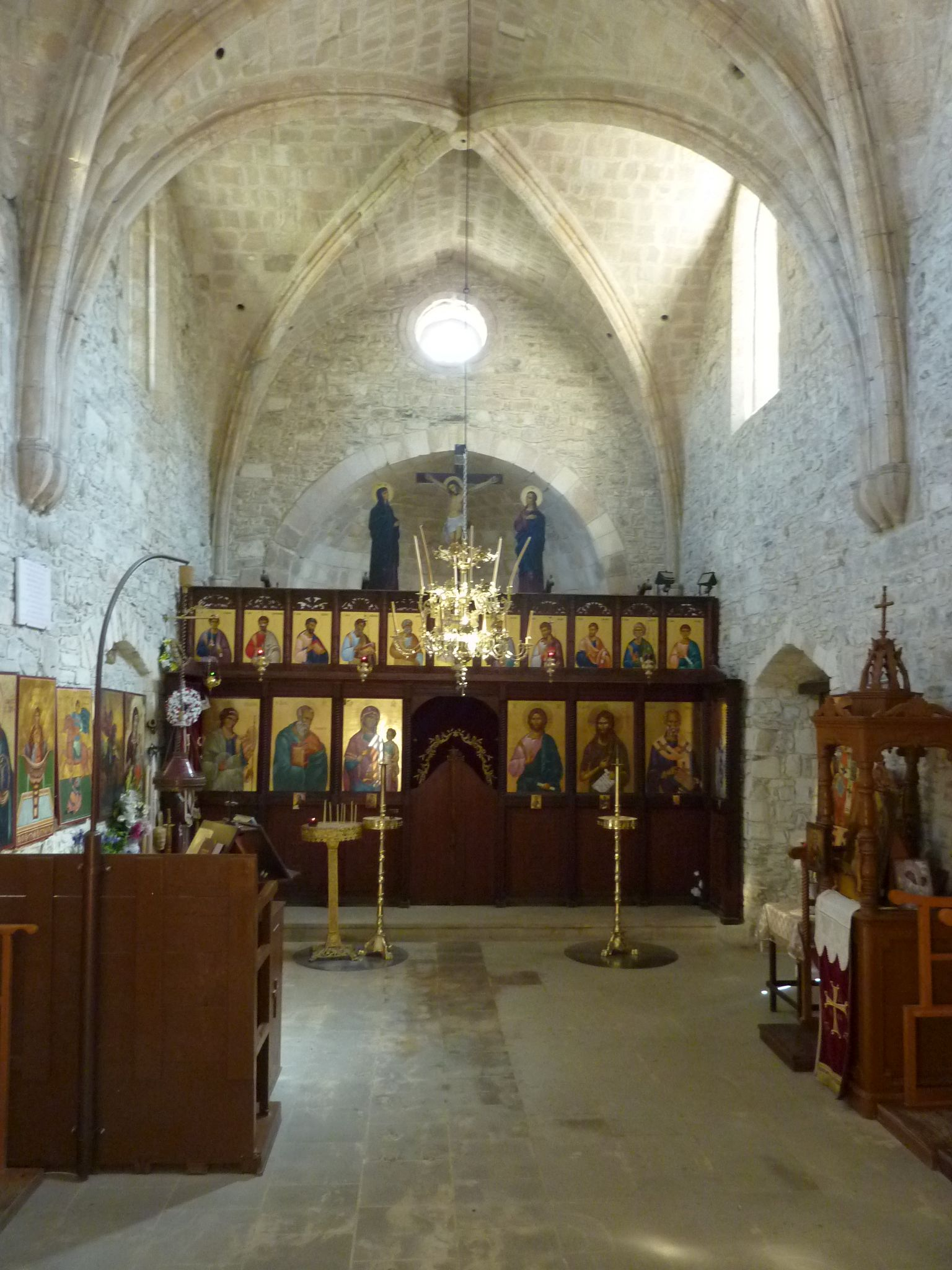
Inneres

Die Panagia Stazousa ist eine gotische Klosterkirche aus der Zeit der fränkischen Kreuzfahrerherrschaft des Hauses Lusignan auf Zypern. Sie ist heute eine Metochi des orthodoxen Klosters Stavrovouni und befindet sich 15 km westlich von Larnaka.

## Geschichte
Es haben sich keinerlei schriftliche Quellen zu den historischen Hintergründen der fränkischen Klostergründung in der heutigen Panagia Stazousa erhalten. Der Kunsthistoriker Camille Enlart sah in dem Bau zunächst sogar den Standort der um 1235 gegründeten Zisterzienserabtei Beaulieu, die er jedoch kurz darauf im Rahmen von Grabungen in Nikosia 1901 lokalisieren konnte. Enlart charakterisierte den Bau der Panagia Stazousa aufgrund von stilistischen Vergleichen als zisterziensisch. Auch die heutige Antikenverwaltung Zyperns spricht die Anlage als Gründung der Zisterzienser an.  Daher besteht die Möglichkeit, dass das Kloster ein Priorat von Beaulieu war. Nicholas Coureas stimmt mit Enlart darin überein, die Panagia Stazousa in der Tradition der Architektur der Zisterzienser anzusprechen, hält es aber auch für möglich, hier ein Priorat von Stavrovouni zu sehen, wo sich unter fränkischer Herrschaft eine Abtei der Benediktiner befand.
Die Klosterkirche selber besteht aus einem zweijochigen Langhaus mit dreiseitigem Chorschluss. Westlich ist ein niedrigeres Joch angefügt, das durch eine Wand vom Langhaus wie ein Narthex abgetrennt ist. Nördlich und westlich davon gab es umgebende Mönchszellen, die nur als Ruinen erhalten sind. Außerdem hat sich westlich ein gotisches Eingangsportal erhalten. Eine Zelle wurde als Wohnsitz eines orthodoxen Mönches von Stavrovouni hergerichtet, der die Metochi bewohnt und die regelmäßigen Gebetszeiten versieht.